# Seznam tričrkovnih kratic od QAA do TŽŽ
Seznam vseh možnih tričrkovnih kratic od QAA do TŽŽ. Tričrkovne kratice, obarvane rdeče, še nimajo svojega članka.
```
QAA
 
QAB
 
QAC
 
QAČ
 
QAD
 
QAE
 
QAF
 
QAG
 
QAH
 
QAI
 
QAJ
 
QAK
 
QAL
 
QAM
 
QAN

QAO
 
QAP
 
QAQ
 
QAR
 
QAS
 
QAŠ
 
QAT
 
QAU
 
QAV
 
QAW
 
QAX
 
QAY
 
QAZ
 
QAŽ

QBA
 
QBB
 
QBC
 
QBČ
 
QBD
 
QBE
 
QBF
 
QBG
 
QBH
 
QBI
 
QBJ
 
QBK
 
QBL
 
QBM
 
QBN

QBO
 
QBP
 
QBQ
 
QBR
 
QBS
 
QBŠ
 
QBT
 
QBU
 
QBV
 
QBW
 
QBX
 
QBY
 
QBZ
 
QBŽ

QCA
 
QCB
 
QCC
 
QCČ
 
QCD
 
QCE
 
QCF
 
QCG
 
QCH
 
QCI
 
QCJ
 
QCK
 
QCL
 
QCM
 
QCN

QCO
 
QCP
 
QCQ
 
QCR
 
QCS
 
QCŠ
 
QCT
 
QCU
 
QCV
 
QCW
 
QCX
 
QCY
 
QCZ
 
QCŽ

QČA
 
QČB
 
QČC
 
QČČ
 
QČD
 
QČE
 
QČF
 
QČG
 
QČH
 
QČI
 
QČJ
 
QČK
 
QČL
 
QČM
 
QČN

QČO
 
QČP
 
QČQ
 
QČR
 
QČS
 
QČŠ
 
QČT
 
QČU
 
QČV
 
QČW
 
QČX
 
QČY
 
QČZ
 
QČŽ

QDA
 
QDB
 
QDC
 
QDČ
 
QDD
 
QDE
 
QDF
 
QDG
 
QDH
 
QDI
 
QDJ
 
QDK
 
QDL
 
QDM
 
QDN
 

QDO
 
QDP
 
QDQ
 
QDR
 
QDS
 
QDŠ
 
QDT
 
QDU
 
QDV
 
QDW
 
QDX
 
QDY
 
QDZ
 
QDŽ

QEA
 
QEB
 
QEC
 
QEČ
 
QED
 
QEE
 
QEF
 
QEG
 
QEH
 
QEI
 
QEJ
 
QEK
 
QEL
 
QEM
 
QEN
 

QEO
 
QEP
 
QEQ
 
QER
 
QES
 
QEŠ
 
QET
 
QEU
 
QEV
 
QEW
 
QEX
 
QEY
 
QEZ
 
QEŽ

QFA
 
QFB
 
QFC
 
QFČ
 
QFD
 
QFE
 
QFF
 
QFG
 
QFH
 
QFI
 
QFJ
 
QFK
 
QFL
 
QFM
 
QFN
 

QFO
 
QFP
 
QFQ
 
QFR
 
QFS
 
QFŠ
 
QFT
 
QFU
 
QFV
 
QFW
 
QFX
 
QFY
 
QFZ
 
QFŽ

QGA
 
QGB
 
QGC
 
QGČ
 
QGD
 
QGE
 
QGF
 
QGG
 
QGH
 
QGI
 
QGJ
 
QGK
 
QGL
 
QGM
 
QGN
 

QGO
 
QGP
 
QGQ
 
QGR
 
QGS
 
QGŠ
 
QGT
 
QGU
 
QGV
 
QGW
 
QGX
 
QGY
 
QGZ
 
QGŽ

QHA
 
QHB
 
QHC
 
QHČ
 
QHD
 
QHE
 
QHF
 
QHG
 
QHH
 
QHI
 
QHJ
 
QHK
 
QHL
 
QHM
 
QHN
 

QHO
 
QHP
 
QHQ
 
QHR
 
QHS
 
QHŠ
 
QHT
 
QHU
 
QHV
 
QHW
 
QHX
 
QHY
 
QHZ
 
QHŽ

QIA
 
QIB
 
QIC
 
QIČ
 
QID
 
QIE
 
QIF
 
QIG
 
QIH
 
QII
 
QIJ
 
QIK
 
QIL
 
QIM
 
QIN
 

QIO
 
QIP
 
QIQ
 
QIR
 
QIS
 
QIŠ
 
QIT
 
QIU
 
QIV
 
QIW
 
QIX
 
QIY
 
QIZ
 
QIŽ

QJA
 
QJB
 
QJC
 
QJČ
 
QJD
 
QJE
 
QJF
 
QJG
 
QJH
 
QJI
 
QJJ
 
QJK
 
QJL
 
QJM
 
QJN
 

QJO
 
QJP
 
QJQ
 
QJR
 
QJS
 
QJŠ
 
QJT
 
QJU
 
QJV
 
QJW
 
QJX
 
QJY
 
QJZ
 
QJŽ

QKA
 
QKB
 
QKC
 
QKČ
 
QKD
 
QKE
 
QKF
 
QKG
 
QKH
 
QKI
 
QKJ
 
QKK
 
QKL
 
QKM
 
QKN
 

QKO
 
QKP
 
QKQ
 
QKR
 
QKS
 
QKŠ
 
QKT
 
QKU
 
QKV
 
QKW
 
QKX
 
QKY
 
QKZ
 
QKŽ

QLA
 
QLB
 
QLC
 
QLČ
 
QLD
 
QLE
 
QLF
 
QLG
 
QLH
 
QLI
 
QLJ
 
QLK
 
QLL
 
QLM
 
QLN
 

QLO
 
QLP
 
QLQ
 
QLR
 
QLS
 
QLŠ
 
QLT
 
QLU
 
QLV
 
QLW
 
QLX
 
QLY
 
QLZ
 
QLŽ

QMA
 
QMB
 
QMC
 
QMČ
 
QMD
 
QME
 
QMF
 
QMG
 
QMH
 
QMI
 
QMJ
 
QMK
 
QML
 
QMM
 
QMN
 

QMO
 
QMP
 
QMQ
 
QMR
 
QMS
 
QMŠ
 
QMT
 
QMU
 
QMV
 
QMW
 
QMX
 
QMY
 
QMZ
 
QMŽ

QNA
 
QNB
 
QNC
 
QNČ
 
QND
 
QNE
 
QNF
 
QNG
 
QNH
 
QNI
 
QNJ
 
QNK
 
QNL
 
QNM
 
QNN
 

QNO
 
QNP
 
QNQ
 
QNR
 
QNS
 
QNŠ
 
QNT
 
QNU
 
QNV
 
QNW
 
QNX
 
QNY
 
QNZ
 
QNŽ

QOA
 
QOB
 
QOC
 
QOČ
 
QOD
 
QOE
 
QOF
 
QOG
 
QOH
 
QOI
 
QOJ
 
QOK
 
QOL
 
QOM
 
QON
 

QOO
 
QOP
 
QOQ
 
QOR
 
QOS
 
QOŠ
 
QOT
 
QOU
 
QOV
 
QOW
 
QOX
 
QOY
 
QOZ
 
QOŽ

QPA
 
QPB
 
QPC
 
QPČ
 
QPD
 
QPE
 
QPF
 
QPG
 
QPH
 
QPI
 
QPJ
 
QPK
 
QPL
 
QPM
 
QPN
 

QPO
 
QPP
 
QPQ
 
QPR
 
QPS
 
QPŠ
 
QPT
 
QPU
 
QPV
 
QPW
 
QPX
 
QPY
 
QPZ
 
QPŽ

QQA
 
QQB
 
QQC
 
QQČ
 
QQD
 
QQE
 
QQF
 
QQG
 
QQH
 
QQI
 
QQJ
 
QQK
 
QQL
 
QQM
 
QQN
 

QQO
 
QQP
 
QQQ
 
QQR
 
QQS
 
QQŠ
 
QQT
 
QQU
 
QQV
 
QQW
 
QQX
 
QQY
 
QQZ
 
QQŽ

QRA
 
QRB
 
QRC
 
QRČ
 
QRD
 
QRE
 
QRF
 
QRG
 
QRH
 
QRI
 
QRJ
 
QRK
 
QRL
 
QRM
 
QRN
 

QRO
 
QRP
 
QRQ
 
QRR
 
QRS
 
QRŠ
 
QRT
 
QRU
 
QRV
 
QRW
 
QRX
 
QRY
 
QRZ
 
QRŽ

QSA
 
QSB
 
QSC
 
QSČ
 
QSD
 
QSE
 
QSF
 
QSG
 
QSH
 
QSI
 
QSJ
 
QSK
 
QSL
 
QSM
 
QSN
 

QSO
 
QSP
 
QSQ
 
QSR
 
QSS
 
QSŠ
 
QST
 
QSU
 
QSV
 
QSW
 
QSX
 
QSY
 
QSZ
 
QSŽ

QŠA
 
QŠB
 
QŠC
 
QŠČ
 
QŠD
 
QŠE
 
QŠF
 
QŠG
 
QŠH
 
QŠI
 
QŠJ
 
QŠK
 
QŠL
 
QŠM
 
QŠN
 

QŠO
 
QŠP
 
QŠQ
 
QŠR
 
QŠS
 
QŠŠ
 
QŠT
 
QŠU
 
QŠV
 
QŠW
 
QŠX
 
QŠY
 
QŠZ
 
QŠŽ

QTA
 
QTB
 
QTC
 
QTČ
 
QTD
 
QTE
 
QTF
 
QTG
 
QTH
 
QTI
 
QTJ
 
QTK
 
QTL
 
QTM
 
QTN
 

QTO
 
QTP
 
QTQ
 
QTR
 
QTS
 
QTŠ
 
QTT
 
QTU
 
QTV
 
QTW
 
QTX
 
QTY
 
QTZ
 
QTŽ

QUA
 
QUB
 
QUC
 
QUČ
 
QUD
 
QUE
 
QUF
 
QUG
 
QUH
 
QUI
 
QUJ
 
QUK
 
QUL
 
QUM
 
QUN
 

QUO
 
QUP
 
QUQ
 
QUR
 
QUS
 
QUŠ
 
QUT
 
QUU
 
QUV
 
QUW
 
QUX
 
QUY
 
QUZ
 
QUŽ

QVA
 
QVB
 
QVC
 
QVČ
 
QVD
 
QVE
 
QVF
 
QVG
 
QVH
 
QVI
 
QVJ
 
QVK
 
QVL
 
QVM
 
QVN
 

QVO
 
QVP
 
QVQ
 
QVR
 
QVS
 
QVŠ
 
QVT
 
QVU
 
QVV
 
QVW
 
QVX
 
QVY
 
QVZ
 
QVŽ

QWA
 
QWB
 
QWC
 
QWČ
 
QWD
 
QWE
 
QWF
 
QWG
 
QWH
 
QWI
 
QWJ
 
QWK
 
QWL
 
QWM
 
QWN
 

QWO
 
QWP
 
QWQ
 
QWR
 
QWS
 
QWŠ
 
QWT
 
QWU
 
QWV
 
QWW
 
QWX
 
QWY
 
QWZ
 
QWŽ

QXA
 
QXB
 
QXC
 
QXČ
 
QXD
 
QXE
 
QXF
 
QXG
 
QXH
 
QXI
 
QXJ
 
QXK
 
QXL
 
QXM
 
QXN
 

QXO
 
QXP
 
QXQ
 
QXR
 
QXS
 
QXŠ
 
QXT
 
QXU
 
QXV
 
QXW
 
QXX
 
QXY
 
QXZ
 
QXŽ

QYA
 
QYB
 
QYC
 
QYČ
 
QYD
 
QYE
 
QYF
 
QYG
 
QYH
 
QYI
 
QYJ
 
QYK
 
QYL
 
QYM
 
QYN
 

QYO
 
QYP
 
QYQ
 
QYR
 
QYS
 
QYŠ
 
QYT
 
QYU
 
QYV
 
QYW
 
QYX
 
QYY
 
QYZ
 
QYŽ

QZA
 
QZB
 
QZC
 
QZČ
 
QZD
 
QZE
 
QZF
 
QZG
 
QZH
 
QZI
 
QZJ
 
QZK
 
QZL
 
QZM
 
QZN
 

QZO
 
QZP
 
QZQ
 
QZR
 
QZS
 
QZŠ
 
QZT
 
QZU
 
QZV
 
QZW
 
QZX
 
QZY
 
QZZ
 
QZŽ

QŽA
 
QŽB
 
QŽC
 
QŽČ
 
QŽD
 
QŽE
 
QŽF
 
QŽG
 
QŽH
 
QŽI
 
QŽJ
 
QŽK
 
QŽL
 
QŽM
 
QŽN
 

QŽO
 
QŽP
 
QŽQ
 
QŽR
 
QŽS
 
QŽŠ
 
QŽT
 
QŽU
 
QŽV
 
QŽW
 
QŽX
 
QŽY
 
QŽZ
 
QŽŽ
```

```
RAA
 
RAB
 
RAC
 
RAČ
 
RAD
 
RAE
 
RAF
 
RAG
 
RAH
 
RAI
 
RAJ
 
RAK
 
RAL
 
RAM
 
RAN
 

RAO
 
RAP
 
RAQ
 
RAR
 
RAS
 
RAŠ
 
RAT
 
RAU
 
RAV
 
RAW
 
RAX
 
RAY
 
RAZ
 
RAŽ

RBA
 
RBB
 
RBC
 
RBČ
 
RBD
 
RBE
 
RBF
 
RBG
 
RBH
 
RBI
 
RBJ
 
RBK
 
RBL
 
RBM
 
RBN
 

RBO
 
RBP
 
RBQ
 
RBR
 
RBS
 
RBŠ
 
RBT
 
RBU
 
RBV
 
RBW
 
RBX
 
RBY
 
RBZ
 
RBŽ

RCA
 
RCB
 
RCC
 
RCČ
 
RCD
 
RCE
 
RCF
 
RCG
 
RCH
 
RCI
 
RCJ
 
RCK
 
RCL
 
RCM
 
RCN
 

RCO
 
RCP
 
RCQ
 
RCR
 
RCS
 
RCŠ
 
RCT
 
RCU
 
RCV
 
RCW
 
RCX
 
RCY
 
RCZ
 
RCŽ

RČA
 
RČB
 
RČC
 
RČČ
 
RČD
 
RČE
 
RČF
 
RČG
 
RČH
 
RČI
 
RČJ
 
RČK
 
RČL
 
RČM
 
RČN
 

RČO
 
RČP
 
RČQ
 
RČR
 
RČS
 
RČŠ
 
RČT
 
RČU
 
RČV
 
RČW
 
RČX
 
RČY
 
RČZ
 
RČŽ

RDA
 
RDB
 
RDC
 
RDČ
 
RDD
 
RDE
 
RDF
 
RDG
 
RDH
 
RDI
 
RDJ
 
RDK
 
RDL
 
RDM
 
RDN
 

RDO
 
RDP
 
RDQ
 
RDR
 
RDS
 
RDŠ
 
RDT
 
RDU
 
RDV
 
RDW
 
RDX
 
RDY
 
RDZ
 
RDŽ

REA
 
REB
 
REC
 
REČ
 
RED
 
REE
 
REF
 
REG
 
REH
 
REI
 
REJ
 
REK
 
REL
 
REM
 
REN
 

REO
 
REP
 
REQ
 
RER
 
RES
 
REŠ
 
RET
 
REU
 
REV
 
REW
 
REX
 
REY
 
REZ
 
REŽ

RFA
 
RFB
 
RFC
 
RFČ
 
RFD
 
RFE
 
RFF
 
RFG
 
RFH
 
RFI
 
RFJ
 
RFK
 
RFL
 
RFM
 
RFN
 

RFO
 
RFP
 
RFQ
 
RFR
 
RFS
 
RFŠ
 
RFT
 
RFU
 
RFV
 
RFW
 
RFX
 
RFY
 
RFZ
 
RFŽ

RGA
 
RGB
 
RGC
 
RGČ
 
RGD
 
RGE
 
RGF
 
RGG
 
RGH
 
RGI
 
RGJ
 
RGK
 
RGL
 
RGM
 
RGN
 

RGO
 
RGP
 
RGQ
 
RGR
 
RGS
 
RGŠ
 
RGT
 
RGU
 
RGV
 
RGW
 
RGX
 
RGY
 
RGZ
 
RGŽ

RHA
 
RHB
 
RHC
 
RHČ
 
RHD
 
RHE
 
RHF
 
RHG
 
RHH
 
RHI
 
RHJ
 
RHK
 
RHL
 
RHM
 
RHN
 

RHO
 
RHP
 
RHQ
 
RHR
 
RHS
 
RHŠ
 
RHT
 
RHU
 
RHV
 
RHW
 
RHX
 
RHY
 
RHZ
 
RHŽ

RIA
 
RIB
 
RIC
 
RIČ
 
RID
 
RIE
 
RIF
 
RIG
 
RIH
 
RII
 
RIJ
 
RIK
 
RIL
 
RIM
 
RIN
 

RIO
 
RIP
 
RIQ
 
RIR
 
RIS
 
RIŠ
 
RIT
 
RIU
 
RIV
 
RIW
 
RIX
 
RIY
 
RIZ
 
RIŽ

RJA
 
RJB
 
RJC
 
RJČ
 
RJD
 
RJE
 
RJF
 
RJG
 
RJH
 
RJI
 
RJJ
 
RJK
 
RJL
 
RJM
 
RJN

RJO
 
RJP
 
RJQ
 
RJR
 
RJS
 
RJŠ
 
RJT
 
RJU
 
RJV
 
RJW
 
RJX
 
RJY
 
RJZ
 
RJŽ

RKA
 
RKB
 
RKC
 
RKČ
 
RKD
 
RKE
 
RKF
 
RKG
 
RKH
 
RKI
 
RKJ
 
RKK
 
RKL
 
RKM
 
RKN
 

RKO
 
RKP
 
RKQ
 
RKR
 
RKS
 
RKŠ
 
RKT
 
RKU
 
RKV
 
RKW
 
RKX
 
RKY
 
RKZ
 
RKŽ

RLA
 
RLB
 
RLC
 
RLČ
 
RLD
 
RLE
 
RLF
 
RLG
 
RLH
 
RLI
 
RLJ
 
RLK
 
RLL
 
RLM
 
RLN
 

RLO
 
RLP
 
RLQ
 
RLR
 
RLS
 
RLŠ
 
RLT
 
RLU
 
RLV
 
RLW
 
RLX
 
RLY
 
RLZ
 
RLŽ

RMA
 
RMB
 
RMC
 
RMČ
 
RMD
 
RME
 
RMF
 
RMG
 
RMH
 
RMI
 
RMJ
 
RMK
 
RML
 
RMM
 
RMN
 

RMO
 
RMP
 
RMQ
 
RMR
 
RMS
 
RMŠ
 
RMT
 
RMU
 
RMV
 
RMW
 
RMX
 
RMY
 
RMZ
 
RMŽ

RNA
 
RNB
 
RNC
 
RNČ
 
RND
 
RNE
 
RNF
 
RNG
 
RNH
 
RNI
 
RNJ
 
RNK
 
RNL
 
RNM
 
RNN
 

RNO
 
RNP
 
RNQ
 
RNR
 
RNS
 
RNŠ
 
RNT
 
RNU
 
RNV
 
RNW
 
RNX
 
RNY
 
RNZ
 
RNŽ

ROA
 
ROB
 
ROC
 
ROČ
 
ROD
 
ROE
 
ROF
 
ROG
 
ROH
 
ROI
 
ROJ
 
ROK
 
ROL
 
ROM
 
RON

ROO
 
ROP
 
ROQ
 
ROR
 
ROS
 
ROŠ
 
ROT
 
ROU
 
ROV
 
ROW
 
ROX
 
ROY
 
ROZ
 
ROŽ

RPA
 
RPB
 
RPC
 
RPČ
 
RPD
 
RPE
 
RPF
 
RPG
 
RPH
 
RPI
 
RPJ
 
RPK
 
RPL
 
RPM
 
RPN
 

RPO
 
RPP
 
RPQ
 
RPR
 
RPS
 
RPŠ
 
RPT
 
RPU
 
RPV
 
RPW
 
RPX
 
RPY
 
RPZ
 
RPŽ

RQA
 
RQB
 
RQC
 
RQČ
 
RQD
 
RQE
 
RQF
 
RQG
 
RQH
 
RQI
 
RQJ
 
RQK
 
RQL
 
RQM
 
RQN
 

RQO
 
RQP
 
RQQ
 
RQR
 
RQS
 
RQŠ
 
RQT
 
RQU
 
RQV
 
RQW
 
RQX
 
RQY
 
RQZ
 
RQŽ

RRA
 
RRB
 
RRC
 
RRČ
 
RRD
 
RRE
 
RRF
 
RRG
 
RRH
 
RRI
 
RRJ
 
RRK
 
RRL
 
RRM
 
RRN

RRO
 
RRP
 
RRQ
 
RRR
 
RRS
 
RRŠ
 
RRT
 
RRU
 
RRV
 
RRW
 
RRX
 
RRY
 
RRZ
 
RRŽ

RSA
 
RSB
 
RSC
 
RSČ
 
RSD
 
RSE
 
RSF
 
RSG
 
RSH
 
RSI
 
RSJ
 
RSK
 
RSL
 
RSM
 
RSN
 

RSO
 
RSP
 
RSQ
 
RSR
 
RSS
 
RSŠ
 
RST
 
RSU
 
RSV
 
RSW
 
RSX
 
RSY
 
RSZ
 
RSŽ

RŠA
 
RŠB
 
RŠC
 
RŠČ
 
RŠD
 
RŠE
 
RŠF
 
RŠG
 
RŠH
 
RŠI
 
RŠJ
 
RŠK
 
RŠL
 
RŠM
 
RŠN

RŠO
 
RŠP
 
RŠQ
 
RŠR
 
RŠS
 
RŠŠ
 
RŠT
 
RŠU
 
RŠV
 
RŠW
 
RŠX
 
RŠY
 
RŠZ
 
RŠŽ

RTA
 
RTB
 
RTC
 
RTČ
 
RTD
 
RTE
 
RTF
 
RTG
 
RTH
 
RTI
 
RTJ
 
RTK
 
RTL
 
RTM
 
RTN

RTO
 
RTP
 
RTQ
 
RTR
 
RTS
 
RTŠ
 
RTT
 
RTU
 
RTV
 
RTW
 
RTX
 
RTY
 
RTZ
 
RTŽ

RUA
 
RUB
 
RUC
 
RUČ
 
RUD
 
RUE
 
RUF
 
RUG
 
RUH
 
RUI
 
RUJ
 
RUK
 
RUL
 
RUM
 
RUN
 

RUO
 
RUP
 
RUQ
 
RUR
 
RUS
 
RUŠ
 
RUT
 
RUU
 
RUV
 
RUW
 
RUX
 
RUY
 
RUZ
 
RUŽ

RVA
 
RVB
 
RVC
 
RVČ
 
RVD
 
RVE
 
RVF
 
RVG
 
RVH
 
RVI
 
RVJ
 
RVK
 
RVL
 
RVM
 
RVN
 

RVO
 
RVP
 
RVQ
 
RVR
 
RVS
 
RVŠ
 
RVT
 
RVU
 
RVV
 
RVW
 
RVX
 
RVY
 
RVZ
 
RVŽ

RWA
 
RWB
 
RWC
 
RWČ
 
RWD
 
RWE
 
RWF
 
RWG
 
RWH
 
RWI
 
RWJ
 
RWK
 
RWL
 
RWM
 
RWN
 

RWO
 
RWP
 
RWQ
 
RWR
 
RWS
 
RWŠ
 
RWT
 
RWU
 
RWV
 
RWW
 
RWX
 
RWY
 
RWZ
 
RWŽ

RXA
 
RXB
 
RXC
 
RXČ
 
RXD
 
RXE
 
RXF
 
RXG
 
RXH
 
RXI
 
RXJ
 
RXK
 
RXL
 
RXM
 
RXN
 

RXO
 
RXP
 
RXQ
 
RXR
 
RXS
 
RXŠ
 
RXT
 
RXU
 
RXV
 
RXW
 
RXX
 
RXY
 
RXZ
 
RXŽ

RYA
 
RYB
 
RYC
 
RYČ
 
RYD
 
RYE
 
RYF
 
RYG
 
RYH
 
RYI
 
RYJ
 
RYK
 
RYL
 
RYM
 
RYN
 

RYO
 
RYP
 
RYQ
 
RYR
 
RYS
 
RYŠ
 
RYT
 
RYU
 
RYV
 
RYW
 
RYX
 
RYY
 
RYZ
 
RYŽ

RZA
 
RZB
 
RZC
 
RZČ
 
RZD
 
RZE
 
RZF
 
RZG
 
RZH
 
RZI
 
RZJ
 
RZK
 
RZL
 
RZM
 
RZN
 

RZO
 
RZP
 
RZQ
 
RZR
 
RZS
 
RZŠ
 
RZT
 
RZU
 
RZV
 
RZW
 
RZX
 
RZY
 
RZZ
 
RZŽ

RŽA
 
RŽB
 
RŽC
 
RŽČ
 
RŽD
 
RŽE
 
RŽF
 
RŽG
 
RŽH
 
RŽI
 
RŽJ
 
RŽK
 
RŽL
 
RŽM
 
RŽN
 

RŽO
 
RŽP
 
RŽQ
 
RŽR
 
RŽS
 
RŽŠ
 
RŽT
 
RŽU
 
RŽV
 
RŽW
 
RŽX
 
RŽY
 
RŽZ
 
RŽŽ
```

```
SAA
 
SAB
 
SAC
 
SAČ
 
SAD
 
SAE
 
SAF
 
SAG
 
SAH
 
SAI
 
SAJ
 
SAK
 
SAL
 
SAM
 
SAN

SAO
 
SAP
 
SAQ
 
SAR
 
SAS
 
SAŠ
 
SAT
 
SAU
 
SAV
 
SAW
 
SAX
 
SAY
 
SAZ
 
SAŽ

SBA
 
SBB
 
SBC
 
SBČ
 
SBD
 
SBE
 
SBF
 
SBG
 
SBH
 
SBI
 
SBJ
 
SBK
 
SBL
 
SBM
 
SBN

SBO
 
SBP
 
SBQ
 
SBR
 
SBS
 
SBŠ
 
SBT
 
SBU
 
SBV
 
SBW
 
SBX
 
SBY
 
SBZ
 
SBŽ

SCA
 
SCB
 
SCC
 
SCČ
 
SCD
 
SCE
 
SCF
 
SCG
 
SCH
 
SCI
 
SCJ
 
SCK
 
SCL
 
SCM
 
SCN

SCO
 
SCP
 
SCQ
 
SCR
 
SCS
 
SCŠ
 
SCT
 
SCU
 
SCV
 
SCW
 
SCX
 
SCY
 
SCZ
 
SCŽ

SČA
 
SČB
 
SČC
 
SČČ
 
SČD
 
SČE
 
SČF
 
SČG
 
SČH
 
SČI
 
SČJ
 
SČK
 
SČL
 
SČM
 
SČN

SČO
 
SČP
 
SČQ
 
SČR
 
SČS
 
SČŠ
 
SČT
 
SČU
 
SČV
 
SČW
 
SČX
 
SČY
 
SČZ
 
SČŽ

SDA
 
SDB
 
SDC
 
SDČ
 
SDD
 
SDE
 
SDF
 
SDG
 
SDH
 
SDI
 
SDJ
 
SDK
 
SDL
 
SDM
 
SDN

SDO
 
SDP
 
SDQ
 
SDR
 
SDS
 
SDŠ
 
SDT
 
SDU
 
SDV
 
SDW
 
SDX
 
SDY
 
SDZ
 
SDŽ

SEA
 
SEB
 
SEC
 
SEČ
 
SED
 
SEE
 
SEF
 
SEG
 
SEH
 
SEI
 
SEJ
 
SEK
 
SEL
 
SEM
 
SEN

SEO
 
SEP
 
SEQ
 
SER
 
SES
 
SEŠ
 
SET
 
SEU
 
SEV
 
SEW
 
SEX
 
SEY
 
SEZ
 
SEŽ

SFA
 
SFB
 
SFC
 
SFČ
 
SFD
 
SFE
 
SFF
 
SFG
 
SFH
 
SFI
 
SFJ
 
SFK
 
SFL
 
SFM
 
SFN

SFO
 
SFP
 
SFQ
 
SFR
 
SFS
 
SFŠ
 
SFT
 
SFU
 
SFV
 
SFW
 
SFX
 
SFY
 
SFZ
 
SFŽ

SGA
 
SGB
 
SGC
 
SGČ
 
SGD
 
SGE
 
SGF
 
SGG
 
SGH
 
SGI
 
SGJ
 
SGK
 
SGL
 
SGM
 
SGN

SGO
 
SGP
 
SGQ
 
SGR
 
SGS
 
SGŠ
 
SGT
 
SGU
 
SGV
 
SGW
 
SGX
 
SGY
 
SGZ
 
SGŽ

SHA
 
SHB
 
SHC
 
SHČ
 
SHD
 
SHE
 
SHF
 
SHG
 
SHH
 
SHI
 
SHJ
 
SHK
 
SHL
 
SHM
 
SHN

SHO
 
SHP
 
SHQ
 
SHR
 
SHS
 
SHŠ
 
SHT
 
SHU
 
SHV
 
SHW
 
SHX
 
SHY
 
SHZ
 
SHŽ

SIA
 
SIB
 
SIC
 
SIČ
 
SID
 
SIE
 
SIF
 
SIG
 
SIH
 
SII
 
SIJ
 
SIK
 
SIL
 
SIM
 
SIN

SIO
 
SIP
 
SIQ
 
SIR
 
SIS
 
SIŠ
 
SIT
 
SIU
 
SIV
 
SIW
 
SIX
 
SIY
 
SIZ
 
SIŽ

SJA
 
SJB
 
SJC
 
SJČ
 
SJD
 
SJE
 
SJF
 
SJG
 
SJH
 
SJI
 
SJJ
 
SJK
 
SJL
 
SJM
 
SJN

SJO
 
SJP
 
SJQ
 
SJR
 
SJS
 
SJŠ
 
SJT
 
SJU
 
SJV
 
SJW
 
SJX
 
SJY
 
SJZ
 
SJŽ

SKA
 
SKB
 
SKC
 
SKČ
 
SKD
 
SKE
 
SKF
 
SKG
 
SKH
 
SKI
 
SKJ
 
SKK
 
SKL
 
SKM
 
SKN

SKO
 
SKP
 
SKQ
 
SKR
 
SKS
 
SKŠ
 
SKT
 
SKU
 
SKV
 
SKW
 
SKX
 
SKY
 
SKZ
 
SKŽ

SLA
 
SLB
 
SLC
 
SLČ
 
SLD
 
SLE
 
SLF
 
SLG
 
SLH
 
SLI
 
SLJ
 
SLK
 
SLL
 
SLM
 
SLN
 

SLO
 
SLP
 
SLQ
 
SLR
 
SLS
 
SLŠ
 
SLT
 
SLU
 
SLV
 
SLW
 
SLX
 
SLY
 
SLZ
 
SLŽ

SMA
 
SMB
 
SMC
 
SMČ
 
SMD
 
SME
 
SMF
 
SMG
 
SMH
 
SMI
 
SMJ
 
SMK
 
SML
 
SMM
 
SMN
 

SMO
 
SMP
 
SMQ
 
SMR
 
SMS
 
SMŠ
 
SMT
 
SMU
 
SMV
 
SMW
 
SMX
 
SMY
 
SMZ
 
SMŽ

SNA
 
SNB
 
SNC
 
SNČ
 
SND
 
SNE
 
SNF
 
SNG
 
SNH
 
SNI
 
SNJ
 
SNK
 
SNL
 
SNM
 
SNN
 

SNO
 
SNP
 
SNQ
 
SNR
 
SNS
 
SNŠ
 
SNT
 
SNU
 
SNV
 
SNW
 
SNX
 
SNY
 
SNZ
 
SNŽ

SOA
 
SOB
 
SOC
 
SOČ
 
SOD
 
SOE
 
SOF
 
SOG
 
SOH
 
SOI
 
SOJ
 
SOK
 
SOL
 
SOM
 
SON
 

SOO
 
SOP
 
SOQ
 
SOR
 
SOS
 
SOŠ
 
SOT
 
SOU
 
SOV
 
SOW
 
SOX
 
SOY
 
SOZ
 
SOŽ

SPA
 
SPB
 
SPC
 
SPČ
 
SPD
 
SPE
 
SPF
 
SPG
 
SPH
 
SPI
 
SPJ
 
SPK
 
SPL
 
SPM
 
SPN
 

SPO
 
SPP
 
SPQ
 
SPR
 
SPS
 
SPŠ
 
SPT
 
SPU
 
SPV
 
SPW
 
SPX
 
SPY
 
SPZ
 
SPŽ

SQA
 
SQB
 
SQC
 
SQČ
 
SQD
 
SQE
 
SQF
 
SQG
 
SQH
 
SQI
 
SQJ
 
SQK
 
SQL
 
SQM
 
SQN
 

SQO
 
SQP
 
SQQ
 
SQR
 
SQS
 
SQŠ
 
SQT
 
SQU
 
SQV
 
SQW
 
SQX
 
SQY
 
SQZ
 
SQŽ

SRA
 
SRB
 
SRC
 
SRČ
 
SRD
 
SRE
 
SRF
 
SRG
 
SRH
 
SRI
 
SRJ
 
SRK
 
SRL
 
SRM
 
SRN
 

SRO
 
SRP
 
SRQ
 
SRR
 
SRS
 
SRŠ
 
SRT
 
SRU
 
SRV
 
SRW
 
SRX
 
SRY
 
SRZ
 
SRŽ

SSA
 
SSB
 
SSC
 
SSČ
 
SSD
 
SSE
 
SSF
 
SSG
 
SSH
 
SSI
 
SSJ
 
SSK
 
SSL
 
SSM
 
SSN
 

SSO
 
SSP
 
SSQ
 
SSR
 
SSS
 
SSŠ
 
SST
 
SSU
 
SSV
 
SSW
 
SSX
 
SSY
 
SSZ
 
SSŽ

SŠA
 
SŠB
 
SŠC
 
SŠČ
 
SŠD
 
SŠE
 
SŠF
 
SŠG
 
SŠH
 
SŠI
 
SŠJ
 
SŠK
 
SŠL
 
SŠM
 
SŠN
 

SŠO
 
SŠP
 
SŠQ
 
SŠR
 
SŠS
 
SŠŠ
 
SŠT
 
SŠU
 
SŠV
 
SŠW
 
SŠX
 
SŠY
 
SŠZ
 
SŠŽ

STA
 
STB
 
STC
 
STČ
 
STD
 
STE
 
STF
 
STG
 
STH
 
STI
 
STJ
 
STK
 
STL
 
STM
 
STN
 

STO
 
STP
 
STQ
 
STR
 
STS
 
STŠ
 
STT
 
STU
 
STV
 
STW
 
STX
 
STY
 
STZ
 
STŽ

SUA
 
SUB
 
SUC
 
SUČ
 
SUD
 
SUE
 
SUF
 
SUG
 
SUH
 
SUI
 
SUJ
 
SUK
 
SUL
 
SUM
 
SUN
 

SUO
 
SUP
 
SUQ
 
SUR
 
SUS
 
SUŠ
 
SUT
 
SUU
 
SUV
 
SUW
 
SUX
 
SUY
 
SUZ
 
SUŽ

SVA
 
SVB
 
SVC
 
SVČ
 
SVD
 
SVE
 
SVF
 
SVG
 
SVH
 
SVI
 
SVJ
 
SVK
 
SVL
 
SVM
 
SVN

SVO
 
SVP
 
SVQ
 
SVR
 
SVS
 
SVŠ
 
SVT
 
SVU
 
SVV
 
SVW
 
SVX
 
SVY
 
SVZ
 
SVŽ

SWA
 
SWB
 
SWC
 
SWČ
 
SWD
 
SWE
 
SWF
 
SWG
 
SWH
 
SWI
 
SWJ
 
SWK
 
SWL
 
SWM
 
SWN

SWO
 
SWP
 
SWQ
 
SWR
 
SWS
 
SWŠ
 
SWT
 
SWU
 
SWV
 
SWW
 
SWX
 
SWY
 
SWZ
 
SWŽ

SXA
 
SXB
 
SXC
 
SXČ
 
SXD
 
SXE
 
SXF
 
SXG
 
SXH
 
SXI
 
SXJ
 
SXK
 
SXL
 
SXM
 
SXN
 

SXO
 
SXP
 
SXQ
 
SXR
 
SXS
 
SXŠ
 
SXT
 
SXU
 
SXV
 
SXW
 
SXX
 
SXY
 
SXZ
 
SXŽ

SYA
 
SYB
 
SYC
 
SYČ
 
SYD
 
SYE
 
SYF
 
SYG
 
SYH
 
SYI
 
SYJ
 
SYK
 
SYL
 
SYM
 
SYN
 

SYO
 
SYP
 
SYQ
 
SYR
 
SYS
 
SYŠ
 
SYT
 
SYU
 
SYV
 
SYW
 
SYX
 
SYY
 
SYZ
 
SYŽ

SZA
 
SZB
 
SZC
 
SZČ
 
SZD
 
SZE
 
SZF
 
SZG
 
SZH
 
SZI
 
SZJ
 
SZK
 
SZL
 
SZM
 
SZN
 

SZO
 
SZP
 
SZQ
 
SZR
 
SZS
 
SZŠ
 
SZT
 
SZU
 
SZV
 
SZW
 
SZX
 
SZY
 
SZZ
 
SZŽ

SŽA
 
SŽB
 
SŽC
 
SŽČ
 
SŽD
 
SŽE
 
SŽF
 
SŽG
 
SŽH
 
SŽI
 
SŽJ
 
SŽK
 
SŽL
 
SŽM
 
SŽN
 

SŽO
 
SŽP
 
SŽQ
 
SŽR
 
SŽS
 
SŽŠ
 
SŽT
 
SŽU
 
SŽV
 
SŽW
 
SŽX
 
SŽY
 
SŽZ
 
SŽŽ
```

```
ŠAA
 
ŠAB
 
ŠAC
 
ŠAČ
 
ŠAD
 
ŠAE
 
ŠAF
 
ŠAG
 
ŠAH
 
ŠAI
 
ŠAJ
 
ŠAK
 
ŠAL
 
ŠAM
 
ŠAN

ŠAO
 
ŠAP
 
ŠAQ
 
ŠAR
 
ŠAS
 
ŠAŠ
 
ŠAT
 
ŠAU
 
ŠAV
 
ŠAW
 
ŠAX
 
ŠAY
 
ŠAZ
 
ŠAŽ

ŠBA
 
ŠBB
 
ŠBC
 
ŠBČ
 
ŠBD
 
ŠBE
 
ŠBF
 
ŠBG
 
ŠBH
 
ŠBI
 
ŠBJ
 
ŠBK
 
ŠBL
 
ŠBM
 
ŠBN
 

ŠBO
 
ŠBP
 
ŠBQ
 
ŠBR
 
ŠBS
 
ŠBŠ
 
ŠBT
 
ŠBU
 
ŠBV
 
ŠBW
 
ŠBX
 
ŠBY
 
ŠBZ
 
ŠBŽ

ŠCA
 
ŠCB
 
ŠCC
 
ŠCČ
 
ŠCD
 
ŠCE
 
ŠCF
 
ŠCG
 
ŠCH
 
ŠCI
 
ŠCJ
 
ŠCK
 
ŠCL
 
ŠCM
 
ŠCN

ŠCO
 
ŠCP
 
ŠCQ
 
ŠCR
 
ŠCS
 
ŠCŠ
 
ŠCT
 
ŠCU
 
ŠCV
 
ŠCW
 
ŠCX
 
ŠCY
 
ŠCZ
 
ŠCŽ

ŠČA
 
ŠČB
 
ŠČC
 
ŠČČ
 
ŠČD
 
ŠČE
 
ŠČF
 
ŠČG
 
ŠČH
 
ŠČI
 
ŠČJ
 
ŠČK
 
ŠČL
 
ŠČM
 
ŠČN
 

ŠČO
 
ŠČP
 
ŠČQ
 
ŠČR
 
ŠČS
 
ŠČŠ
 
ŠČT
 
ŠČU
 
ŠČV
 
ŠČW
 
ŠČX
 
ŠČY
 
ŠČZ
 
ŠČŽ

ŠDA
 
ŠDB
 
ŠDC
 
ŠDČ
 
ŠDD
 
ŠDE
 
ŠDF
 
ŠDG
 
ŠDH
 
ŠDI
 
ŠDJ
 
ŠDK
 
ŠDL
 
ŠDM
 
ŠDN
 

ŠDO
 
ŠDP
 
ŠDQ
 
ŠDR
 
ŠDS
 
ŠDŠ
 
ŠDT
 
ŠDU
 
ŠDV
 
ŠDW
 
ŠDX
 
ŠDY
 
ŠDZ
 
ŠDŽ

ŠEA
 
ŠEB
 
ŠEC
 
ŠEČ
 
ŠED
 
ŠEE
 
ŠEF
 
ŠEG
 
ŠEH
 
ŠEI
 
ŠEJ
 
ŠEK
 
ŠEL
 
ŠEM
 
ŠEN
 

ŠEO
 
ŠEP
 
ŠEQ
 
ŠER
 
ŠES
 
ŠEŠ
 
ŠET
 
ŠEU
 
ŠEV
 
ŠEW
 
ŠEX
 
ŠEY
 
ŠEZ
 
ŠEŽ

ŠFA
 
ŠFB
 
ŠFC
 
ŠFČ
 
ŠFD
 
ŠFE
 
ŠFF
 
ŠFG
 
ŠFH
 
ŠFI
 
ŠFJ
 
ŠFK
 
ŠFL
 
ŠFM
 
ŠFN

ŠFO
 
ŠFP
 
ŠFQ
 
ŠFR
 
ŠFS
 
ŠFŠ
 
ŠFT
 
ŠFU
 
ŠFV
 
ŠFW
 
ŠFX
 
ŠFY
 
ŠFZ
 
ŠFŽ

ŠGA
 
ŠGB
 
ŠGC
 
ŠGČ
 
ŠGD
 
ŠGE
 
ŠGF
 
ŠGG
 
ŠGH
 
ŠGI
 
ŠGJ
 
ŠGK
 
ŠGL
 
ŠGM
 
ŠGN

ŠGO
 
ŠGP
 
ŠGQ
 
ŠGR
 
ŠGS
 
ŠGŠ
 
ŠGT
 
ŠGU
 
ŠGV
 
ŠGW
 
ŠGX
 
ŠGY
 
ŠGZ
 
ŠGŽ

ŠHA
 
ŠHB
 
ŠHC
 
ŠHČ
 
ŠHD
 
ŠHE
 
ŠHF
 
ŠHG
 
ŠHH
 
ŠHI
 
ŠHJ
 
ŠHK
 
ŠHL
 
ŠHM
 
ŠHN
 

ŠHO
 
ŠHP
 
ŠHQ
 
ŠHR
 
ŠHS
 
ŠHŠ
 
ŠHT
 
ŠHU
 
ŠHV
 
ŠHW
 
ŠHX
 
ŠHY
 
ŠHZ
 
ŠHŽ

ŠIA
 
ŠIB
 
ŠIC
 
ŠIČ
 
ŠID
 
ŠIE
 
ŠIF
 
ŠIG
 
ŠIH
 
ŠII
 
ŠIJ
 
ŠIK
 
ŠIL
 
ŠIM
 
ŠIN

ŠIO
 
ŠIP
 
ŠIQ
 
ŠIR
 
ŠIS
 
ŠIŠ
 
ŠIT
 
ŠIU
 
ŠIV
 
ŠIW
 
ŠIX
 
ŠIY
 
ŠIZ
 
ŠIŽ

ŠJA
 
ŠJB
 
ŠJC
 
ŠJČ
 
ŠJD
 
ŠJE
 
ŠJF
 
ŠJG
 
ŠJH
 
ŠJI
 
ŠJJ
 
ŠJK
 
ŠJL
 
ŠJM
 
ŠJN
 

ŠJO
 
ŠJP
 
ŠJQ
 
ŠJR
 
ŠJS
 
ŠJŠ
 
ŠJT
 
ŠJU
 
ŠJV
 
ŠJW
 
ŠJX
 
ŠJY
 
ŠJZ
 
ŠJŽ

ŠKA
 
ŠKB
 
ŠKC
 
ŠKČ
 
ŠKD
 
ŠKE
 
ŠKF
 
ŠKG
 
ŠKH
 
ŠKI
 
ŠKJ
 
ŠKK
 
ŠKL
 
ŠKM
 
ŠKN

ŠKO
 
ŠKP
 
ŠKQ
 
ŠKR
 
ŠKS
 
ŠKŠ
 
ŠKT
 
ŠKU
 
ŠKV
 
ŠKW
 
ŠKX
 
ŠKY
 
ŠKZ
 
ŠKŽ

ŠLA
 
ŠLB
 
ŠLC
 
ŠLČ
 
ŠLD
 
ŠLE
 
ŠLF
 
ŠLG
 
ŠLH
 
ŠLI
 
ŠLJ
 
ŠLK
 
ŠLL
 
ŠLM
 
ŠLN
 

ŠLO
 
ŠLP
 
ŠLQ
 
ŠLR
 
ŠLS
 
ŠLŠ
 
ŠLT
 
ŠLU
 
ŠLV
 
ŠLW
 
ŠLX
 
ŠLY
 
ŠLZ
 
ŠLŽ

ŠMA
 
ŠMB
 
ŠMC
 
ŠMČ
 
ŠMD
 
ŠME
 
ŠMF
 
ŠMG
 
ŠMH
 
ŠMI
 
ŠMJ
 
ŠMK
 
ŠML
 
ŠMM
 
ŠMN
 

ŠMO
 
ŠMP
 
ŠMQ
 
ŠMR
 
ŠMS
 
ŠMŠ
 
ŠMT
 
ŠMU
 
ŠMV
 
ŠMW
 
ŠMX
 
ŠMY
 
ŠMZ
 
ŠMŽ

ŠNA
 
ŠNB
 
ŠNC
 
ŠNČ
 
ŠND
 
ŠNE
 
ŠNF
 
ŠNG
 
ŠNH
 
ŠNI
 
ŠNJ
 
ŠNK
 
ŠNL
 
ŠNM
 
ŠNN

ŠNO
 
ŠNP
 
ŠNQ
 
ŠNR
 
ŠNS
 
ŠNŠ
 
ŠNT
 
ŠNU
 
ŠNV
 
ŠNW
 
ŠNX
 
ŠNY
 
ŠNZ
 
ŠNŽ

ŠOA
 
ŠOB
 
ŠOC
 
ŠOČ
 
ŠOD
 
ŠOE
 
ŠOF
 
ŠOG
 
ŠOH
 
ŠOI
 
ŠOJ
 
ŠOK
 
ŠOL
 
ŠOM
 
ŠON

ŠOO
 
ŠOP
 
ŠOQ
 
ŠOR
 
ŠOS
 
ŠOŠ
 
ŠOT
 
ŠOU
 
ŠOV
 
ŠOW
 
ŠOX
 
ŠOY
 
ŠOZ
 
ŠOŽ

ŠPA
 
ŠPB
 
ŠPC
 
ŠPČ
 
ŠPD
 
ŠPE
 
ŠPF
 
ŠPG
 
ŠPH
 
ŠPI
 
ŠPJ
 
ŠPK
 
ŠPL
 
ŠPM
 
ŠPN

ŠPO
 
ŠPP
 
ŠPQ
 
ŠPR
 
ŠPS
 
ŠPŠ
 
ŠPT
 
ŠPU
 
ŠPV
 
ŠPW
 
ŠPX
 
ŠPY
 
ŠPZ
 
ŠPŽ

ŠQA
 
ŠQB
 
ŠQC
 
ŠQČ
 
ŠQD
 
ŠQE
 
ŠQF
 
ŠQG
 
ŠQH
 
ŠQI
 
ŠQJ
 
ŠQK
 
ŠQL
 
ŠQM
 
ŠQN
 

ŠQO
 
ŠQP
 
ŠQQ
 
ŠQR
 
ŠQS
 
ŠQŠ
 
ŠQT
 
ŠQU
 
ŠQV
 
ŠQW
 
ŠQX
 
ŠQY
 
ŠQZ
 
ŠQŽ

ŠRA
 
ŠRB
 
ŠRC
 
ŠRČ
 
ŠRD
 
ŠRE
 
ŠRF
 
ŠRG
 
ŠRH
 
ŠRI
 
ŠRJ
 
ŠRK
 
ŠRL
 
ŠRM
 
ŠRN
 

ŠRO
 
ŠRP
 
ŠRQ
 
ŠRR
 
ŠRS
 
ŠRŠ
 
ŠRT
 
ŠRU
 
ŠRV
 
ŠRW
 
ŠRX
 
ŠRY
 
ŠRZ
 
ŠRŽ

ŠSA
 
ŠSB
 
ŠSC
 
ŠSČ
 
ŠSD
 
ŠSE
 
ŠSF
 
ŠSG
 
ŠSH
 
ŠSI
 
ŠSJ
 
ŠSK
 
ŠSL
 
ŠSM
 
ŠSN
 

ŠSO
 
ŠSP
 
ŠSQ
 
ŠSR
 
ŠSS
 
ŠSŠ
 
ŠST
 
ŠSU
 
ŠSV
 
ŠSW
 
ŠSX
 
ŠSY
 
ŠSZ
 
ŠSŽ

ŠŠA
 
ŠŠB
 
ŠŠC
 
ŠŠČ
 
ŠŠD
 
ŠŠE
 
ŠŠF
 
ŠŠG
 
ŠŠH
 
ŠŠI
 
ŠŠJ
 
ŠŠK
 
ŠŠL
 
ŠŠM
 
ŠŠN
 

ŠŠO
 
ŠŠP
 
ŠŠQ
 
ŠŠR
 
ŠŠS
 
ŠŠŠ
 
ŠŠT
 
ŠŠU
 
ŠŠV
 
ŠŠW
 
ŠŠX
 
ŠŠY
 
ŠŠZ
 
ŠŠŽ

ŠTA
 
ŠTB
 
ŠTC
 
ŠTČ
 
ŠTD
 
ŠTE
 
ŠTF
 
ŠTG
 
ŠTH
 
ŠTI
 
ŠTJ
 
ŠTK
 
ŠTL
 
ŠTM
 
ŠTN
 

ŠTO
 
ŠTP
 
ŠTQ
 
ŠTR
 
ŠTS
 
ŠTŠ
 
ŠTT
 
ŠTU
 
ŠTV
 
ŠTW
 
ŠTX
 
ŠTY
 
ŠTZ
 
ŠTŽ

ŠUA
 
ŠUB
 
ŠUC
 
ŠUČ
 
ŠUD
 
ŠUE
 
ŠUF
 
ŠUG
 
ŠUH
 
ŠUI
 
ŠUJ
 
ŠUK
 
ŠUL
 
ŠUM
 
ŠUN
 

ŠUO
 
ŠUP
 
ŠUQ
 
ŠUR
 
ŠUS
 
ŠUŠ
 
ŠUT
 
ŠUU
 
ŠUV
 
ŠUW
 
ŠUX
 
ŠUY
 
ŠUZ
 
ŠUŽ

ŠVA
 
ŠVB
 
ŠVC
 
ŠVČ
 
ŠVD
 
ŠVE
 
ŠVF
 
ŠVG
 
ŠVH
 
ŠVI
 
ŠVJ
 
ŠVK
 
ŠVL
 
ŠVM
 
ŠVN
 

ŠVO
 
ŠVP
 
ŠVQ
 
ŠVR
 
ŠVS
 
ŠVŠ
 
ŠVT
 
ŠVU
 
ŠVV
 
ŠVW
 
ŠVX
 
ŠVY
 
ŠVZ
 
ŠVŽ

ŠWA
 
ŠWB
 
ŠWC
 
ŠWČ
 
ŠWD
 
ŠWE
 
ŠWF
 
ŠWG
 
ŠWH
 
ŠWI
 
ŠWJ
 
ŠWK
 
ŠWL
 
ŠWM
 
ŠWN
 

ŠWO
 
ŠWP
 
ŠWQ
 
ŠWR
 
ŠWS
 
ŠWŠ
 
ŠWT
 
ŠWU
 
ŠWV
 
ŠWW
 
ŠWX
 
ŠWY
 
ŠWZ
 
ŠWŽ

ŠXA
 
ŠXB
 
ŠXC
 
ŠXČ
 
ŠXD
 
ŠXE
 
ŠXF
 
ŠXG
 
ŠXH
 
ŠXI
 
ŠXJ
 
ŠXK
 
ŠXL
 
ŠXM
 
ŠXN

ŠXO
 
ŠXP
 
ŠXQ
 
ŠXR
 
ŠXS
 
ŠXŠ
 
ŠXT
 
ŠXU
 
ŠXV
 
ŠXW
 
ŠXX
 
ŠXY
 
ŠXZ
 
ŠXŽ

ŠYA
 
ŠYB
 
ŠYC
 
ŠYČ
 
ŠYD
 
ŠYE
 
ŠYF
 
ŠYG
 
ŠYH
 
ŠYI
 
ŠYJ
 
ŠYK
 
ŠYL
 
ŠYM
 
ŠYN

ŠYO
 
ŠYP
 
ŠYQ
 
ŠYR
 
ŠYS
 
ŠYŠ
 
ŠYT
 
ŠYU
 
ŠYV
 
ŠYW
 
ŠYX
 
ŠYY
 
ŠYZ
 
ŠYŽ

ŠZA
 
ŠZB
 
ŠZC
 
ŠZČ
 
ŠZD
 
ŠZE
 
ŠZF
 
ŠZG
 
ŠZH
 
ŠZI
 
ŠZJ
 
ŠZK
 
ŠZL
 
ŠZM
 
ŠZN

ŠZO
 
ŠZP
 
ŠZQ
 
ŠZR
 
ŠZS
 
ŠZŠ
 
ŠZT
 
ŠZU
 
ŠZV
 
ŠZW
 
ŠZX
 
ŠZY
 
ŠZZ
 
ŠZŽ

ŠŽA
 
ŠŽB
 
ŠŽC
 
ŠŽČ
 
ŠŽD
 
ŠŽE
 
ŠŽF
 
ŠŽG
 
ŠŽH
 
ŠŽI
 
ŠŽJ
 
ŠŽK
 
ŠŽL
 
ŠŽM
 
ŠŽN
 

ŠŽO
 
ŠŽP
 
ŠŽQ
 
ŠŽR
 
ŠŽS
 
ŠŽŠ
 
ŠŽT
 
ŠŽU
 
ŠŽV
 
ŠŽW
 
ŠŽX
 
ŠŽY
 
ŠŽZ
 
ŠŽŽ
```

```
TAA
 
TAB
 
TAC
 
TAČ
 
TAD
 
TAE
 
TAF
 
TAG
 
TAH
 
TAI
 
TAJ
 
TAK
 
TAL
 
TAM
 
TAN
 

TAO
 
TAP
 
TAQ
 
TAR
 
TAS
 
TAŠ
 
TAT
 
TAU
 
TAV
 
TAW
 
TAX
 
TAY
 
TAZ
 
TAŽ

TBA
 
TBB
 
TBC
 
TBČ
 
TBD
 
TBE
 
TBF
 
TBG
 
TBH
 
TBI
 
TBJ
 
TBK
 
TBL
 
TBM
 
TBN
 

TBO
 
TBP
 
TBQ
 
TBR
 
TBS
 
TBŠ
 
TBT
 
TBU
 
TBV
 
TBW
 
TBX
 
TBY
 
TBZ
 
TBŽ

TCA
 
TCB
 
TCC
 
TCČ
 
TCD
 
TCE
 
TCF
 
TCG
 
TCH
 
TCI
 
TCJ
 
TCK
 
TCL
 
TCM
 
TCN
 

TCO
 
TCP
 
TCQ
 
TCR
 
TCS
 
TCŠ
 
TCT
 
TCU
 
TCV
 
TCW
 
TCX
 
TCY
 
TCZ
 
TCŽ

TČA
 
TČB
 
TČC
 
TČČ
 
TČD
 
TČE
 
TČF
 
TČG
 
TČH
 
TČI
 
TČJ
 
TČK
 
TČL
 
TČM
 
TČN
 

TČO
 
TČP
 
TČQ
 
TČR
 
TČS
 
TČŠ
 
TČT
 
TČU
 
TČV
 
TČW
 
TČX
 
TČY
 
TČZ
 
TČŽ

TDA
 
TDB
 
TDC
 
TDČ
 
TDD
 
TDE
 
TDF
 
TDG
 
TDH
 
TDI
 
TDJ
 
TDK
 
TDL
 
TDM
 
TDN

TDO
 
TDP
 
TDQ
 
TDR
 
TDS
 
TDŠ
 
TDT
 
TDU
 
TDV
 
TDW
 
TDX
 
TDY
 
TDZ
 
TDŽ

TEA
 
TEB
 
TEC
 
TEČ
 
TED
 
TEE
 
TEF
 
TEG
 
TEH
 
TEI
 
TEJ
 
TEK
 
TEL
 
TEM
 
TEN

TEO
 
TEP
 
TEQ
 
TER
 
TES
 
TEŠ
 
TET
 
TEU
 
TEV
 
TEW
 
TEX
 
TEY
 
TEZ
 
TEŽ

TFA
 
TFB
 
TFC
 
TFČ
 
TFD
 
TFE
 
TFF
 
TFG
 
TFH
 
TFI
 
TFJ
 
TFK
 
TFL
 
TFM
 
TFN

TFO
 
TFP
 
TFQ
 
TFR
 
TFS
 
TFŠ
 
TFT
 
TFU
 
TFV
 
TFW
 
TFX
 
TFY
 
TFZ
 
TFŽ

TGA
 
TGB
 
TGC
 
TGČ
 
TGD
 
TGE
 
TGF
 
TGG
 
TGH
 
TGI
 
TGJ
 
TGK
 
TGL
 
TGM
 
TGN
 

TGO
 
TGP
 
TGQ
 
TGR
 
TGS
 
TGŠ
 
TGT
 
TGU
 
TGV
 
TGW
 
TGX
 
TGY
 
TGZ
 
TGŽ

THA
 
THB
 
THC
 
THČ
 
THD
 
THE
 
THF
 
THG
 
THH
 
THI
 
THJ
 
THK
 
THL
 
THM
 
THN
 

THO
 
THP
 
THQ
 
THR
 
THS
 
THŠ
 
THT
 
THU
 
THV
 
THW
 
THX
 
THY
 
THZ
 
THŽ

TIA
 
TIB
 
TIC
 
TIČ
 
TID
 
TIE
 
TIF
 
TIG
 
TIH
 
TII
 
TIJ
 
TIK
 
TIL
 
TIM
 
TIN
 

TIO
 
TIP
 
TIQ
 
TIR
 
TIS
 
TIŠ
 
TIT
 
TIU
 
TIV
 
TIW
 
TIX
 
TIY
 
TIZ
 
TIŽ

TJA
 
TJB
 
TJC
 
TJČ
 
TJD
 
TJE
 
TJF
 
TJG
 
TJH
 
TJI
 
TJJ
 
TJK
 
TJL
 
TJM
 
TJN
 

TJO
 
TJP
 
TJQ
 
TJR
 
TJS
 
TJŠ
 
TJT
 
TJU
 
TJV
 
TJW
 
TJX
 
TJY
 
TJZ
 
TJŽ

TKA
 
TKB
 
TKC
 
TKČ
 
TKD
 
TKE
 
TKF
 
TKG
 
TKH
 
TKI
 
TKJ
 
TKK
 
TKL
 
TKM
 
TKN
 

TKO
 
TKP
 
TKQ
 
TKR
 
TKS
 
TKŠ
 
TKT
 
TKU
 
TKV
 
TKW
 
TKX
 
TKY
 
TKZ
 
TKŽ

TLA
 
TLB
 
TLC
 
TLČ
 
TLD
 
TLE
 
TLF
 
TLG
 
TLH
 
TLI
 
TLJ
 
TLK
 
TLL
 
TLM
 
TLN
 

TLO
 
TLP
 
TLQ
 
TLR
 
TLS
 
TLŠ
 
TLT
 
TLU
 
TLV
 
TLW
 
TLX
 
TLY
 
TLZ
 
TLŽ

TMA
 
TMB
 
TMC
 
TMČ
 
TMD
 
TME
 
TMF
 
TMG
 
TMH
 
TMI
 
TMJ
 
TMK
 
TML
 
TMM
 
TMN
 

TMO
 
TMP
 
TMQ
 
TMR
 
TMS
 
TMŠ
 
TMT
 
TMU
 
TMV
 
TMW
 
TMX
 
TMY
 
TMZ
 
TMŽ

TNA
 
TNB
 
TNC
 
TNČ
 
TND
 
TNE
 
TNF
 
TNG
 
TNH
 
TNI
 
TNJ
 
TNK
 
TNL
 
TNM
 
TNN
 

TNO
 
TNP
 
TNQ
 
TNR
 
TNS
 
TNŠ
 
TNT
 
TNU
 
TNV
 
TNW
 
TNX
 
TNY
 
TNZ
 
TNŽ

TOA
 
TOB
 
TOC
 
TOČ
 
TOD
 
TOE
 
TOF
 
TOG
 
TOH
 
TOI
 
TOJ
 
TOK
 
TOL
 
TOM
 
TON
 

TOO
 
TOP
 
TOQ
 
TOR
 
TOS
 
TOŠ
 
TOT
 
TOU
 
TOV
 
TOW
 
TOX
 
TOY
 
TOZ
 
TOŽ

TPA
 
TPB
 
TPC
 
TPČ
 
TPD
 
TPE
 
TPF
 
TPG
 
TPH
 
TPI
 
TPJ
 
TPK
 
TPL
 
TPM
 
TPN
 

TPO
 
TPP
 
TPQ
 
TPR
 
TPS
 
TPŠ
 
TPT
 
TPU
 
TPV
 
TPW
 
TPX
 
TPY
 
TPZ
 
TPŽ

TQA
 
TQB
 
TQC
 
TQČ
 
TQD
 
TQE
 
TQF
 
TQG
 
TQH
 
TQI
 
TQJ
 
TQK
 
TQL
 
TQM
 
TQN
 

TQO
 
TQP
 
TQQ
 
TQR
 
TQS
 
TQŠ
 
TQT
 
TQU
 
TQV
 
TQW
 
TQX
 
TQY
 
TQZ
 
TQŽ

TRA
 
TRB
 
TRC
 
TRČ
 
TRD
 
TRE
 
TRF
 
TRG
 
TRH
 
TRI
 
TRJ
 
TRK
 
TRL
 
TRM
 
TRN
 

TRO
 
TRP
 
TRQ
 
TRR
 
TRS
 
TRŠ
 
TRT
 
TRU
 
TRV
 
TRW
 
TRX
 
TRY
 
TRZ
 
TRŽ

TSA
 
TSB
 
TSC
 
TSČ
 
TSD
 
TSE
 
TSF
 
TSG
 
TSH
 
TSI
 
TSJ
 
TSK
 
TSL
 
TSM
 
TSN

TSO
 
TSP
 
TSQ
 
TSR
 
TSS
 
TSŠ
 
TST
 
TSU
 
TSV
 
TSW
 
TSX
 
TSY
 
TSZ
 
TSŽ

TŠA
 
TŠB
 
TŠC
 
TŠČ
 
TŠD
 
TŠE
 
TŠF
 
TŠG
 
TŠH
 
TŠI
 
TŠJ
 
TŠK
 
TŠL
 
TŠM
 
TŠN
 

TŠO
 
TŠP
 
TŠQ
 
TŠR
 
TŠS
 
TŠŠ
 
TŠT
 
TŠU
 
TŠV
 
TŠW
 
TŠX
 
TŠY
 
TŠZ
 
TŠŽ

TTA
 
TTB
 
TTC
 
TTČ
 
TTD
 
TTE
 
TTF
 
TTG
 
TTH
 
TTI
 
TTJ
 
TTK
 
TTL
 
TTM
 
TTN

TTO
 
TTP
 
TTQ
 
TTR
 
TTS
 
TTŠ
 
TTT
 
TTU
 
TTV
 
TTW
 
TTX
 
TTY
 
TTZ
 
TTŽ

TUA
 
TUB
 
TUC
 
TUČ
 
TUD
 
TUE
 
TUF
 
TUG
 
TUH
 
TUI
 
TUJ
 
TUK
 
TUL
 
TUM
 
TUN

TUO
 
TUP
 
TUQ
 
TUR
 
TUS
 
TUŠ
 
TUT
 
TUU
 
TUV
 
TUW
 
TUX
 
TUY
 
TUZ
 
TUŽ

TVA
 
TVB
 
TVC
 
TVČ
 
TVD
 
TVE
 
TVF
 
TVG
 
TVH
 
TVI
 
TVJ
 
TVK
 
TVL
 
TVM
 
TVN

TVO
 
TVP
 
TVQ
 
TVR
 
TVS
 
TVŠ
 
TVT
 
TVU
 
TVV
 
TVW
 
TVX
 
TVY
 
TVZ
 
TVŽ

TWA
 
TWB
 
TWC
 
TWČ
 
TWD
 
TWE
 
TWF
 
TWG
 
TWH
 
TWI
 
TWJ
 
TWK
 
TWL
 
TWM
 
TWN

TWO
 
TWP
 
TWQ
 
TWR
 
TWS
 
TWŠ
 
TWT
 
TWU
 
TWV
 
TWW
 
TWX
 
TWY
 
TWZ
 
TWŽ

TXA
 
TXB
 
TXC
 
TXČ
 
TXD
 
TXE
 
TXF
 
TXG
 
TXH
 
TXI
 
TXJ
 
TXK
 
TXL
 
TXM
 
TXN

TXO
 
TXP
 
TXQ
 
TXR
 
TXS
 
TXŠ
 
TXT
 
TXU
 
TXV
 
TXW
 
TXX
 
TXY
 
TXZ
 
TXŽ

TYA
 
TYB
 
TYC
 
TYČ
 
TYD
 
TYE
 
TYF
 
TYG
 
TYH
 
TYI
 
TYJ
 
TYK
 
TYL
 
TYM
 
TYN

TYO
 
TYP
 
TYQ
 
TYR
 
TYS
 
TYŠ
 
TYT
 
TYU
 
TYV
 
TYW
 
TYX
 
TYY
 
TYZ
 
TYŽ

TZA
 
TZB
 
TZC
 
TZČ
 
TZD
 
TZE
 
TZF
 
TZG
 
TZH
 
TZI
 
TZJ
 
TZK
 
TZL
 
TZM
 
TZN

TZO
 
TZP
 
TZQ
 
TZR
 
TZS
 
TZŠ
 
TZT
 
TZU
 
TZV
 
TZW
 
TZX
 
TZY
 
TZZ
 
TZŽ

TŽA
 
TŽB
 
TŽC
 
TŽČ
 
TŽD
 
TŽE
 
TŽF
 
TŽG
 
TŽH
 
TŽI
 
TŽJ
 
TŽK
 
TŽL
 
TŽM
 
TŽN

TŽO
 
TŽP
 
TŽQ
 
TŽR
 
TŽS
 
TŽŠ
 
TŽT
 
TŽU
 
TŽV
 
TŽW
 
TŽX
 
TŽY
 
TŽZ
 
TŽŽ
```